# Piet Smet
Piet Smet (Sint-Niklaas, 12 juli 1913 - Sint-Niklaas, 18 november 1980) was een Belgische atleet, die gespecialiseerd was in de sprint.

## Biografie
Smet begon op veertienjarige leeftijd met atletiek. Hij was oorspronkelijk actief als beroepsloper. Hij stapte nadien over naar de amateuratletiek.
Smet werd in 1938 voor het eerst Belgisch kampioen op de 400 m. Hij werd daarop geselecteerd voor de Europese kampioenschappen in Parijs, waar hij derde werd in de reeksen. In 1941 behaalde hij een tweede Belgische titel.

### Clubs
Smet startte bij gebrek aan atletiekclub in Sint-Niklaas bij Racing Club Lokeren, maar stapte vrij snel over naar AA Gent. Nadien stapte hij over naar Sint-Niklaasse SK.

## Belgische kampioenschappen
| Onderdeel | Jaar       |
| --------- | ---------- |
| 400 m     | 1938, 1941 |

## Persoonlijke records
| Onderdeel | Prestatie | Datum            | Plaats |
| --------- | --------- | ---------------- | ------ |
| 400 m     | 49,8 s    | 5 september 1937 | Rijsel |

## Palmares

### 400 m
- 1937:  BK AC
- 1938:  BK AC - 51,3 s
- 1938: 3e in reeks EK in Parijs – 50,4 s
- 1939:  BK AC - 50,5 s
- 1941:  BK AC - 51,4 s

### 800 m
- 1943:  BK AC - 1.58,4